# Zootropolis 2
Zootropolis 2 (oorspronkelijke titel: Zootopia 2) is een toekomstige Amerikaanse 3D-animatiefilm, geproduceerd door Walt Disney Animation Studios en geregisseerd door Jared Bush en Byron Howard. Het wordt de 64ste animatiefilm van Disney.

## Verhaal
Rechercheurs Judy Hopps en Nick Wilde moeten undercover gaan in Marsh Market om een zaak op te lossen waarbij ze op het kronkelige spoor van een mysterieus reptiel terechtkomen.

## Stemverdeling
| Personage  | Engelse stem     | Nederlandse stem    | Vlaamse stem     |
| ---------- | ---------------- | ------------------- | ---------------- |
| Judy Hopps | Ginnifer Goodwin | Leonoor Koster      | Cathy Petit      |
| Nick Wilde | Jason Bateman    | Alexander de Bruijn | Dieter Troubleyn |
| Gary       | Ke Huy Quan      |                     | Heidi Van Tielen |
| Nibbles    | Fortune Feimster |                     |                  |
| Gazelle    | Shakira          | Desi van Doeveren   |                  |

## Productie
Brian Howard en Rich Moore spraken in juni 2016 al over een mogelijk vervolg op Zootropolis. Op 8 februari 2023 kondigde Bob Iger, de CEO van Disney officieel aan dat er een vervolg in ontwikkeling was, waarbij de titel en releasedatum het jaar daarop op 7 februari 2024 werden onthuld. Jared Bush werd in augustus 2024 aangeduid als schrijver en regisseur van de film. Howard werd de volgende maand bekendgemaakt als de tweede regisseur.

## Release
Zootropolis 2 staat gepland om op 26 november 2025 in première te gaan in de Amerikaanse bioscopen.